# Ein schönes Mädchen wie ich
Ein schönes Mädchen wie ich ist eine französische Kriminalkomödie von François Truffaut aus dem Jahr 1972. Vorlage für das Drehbuch war der Roman Such a Gorgeous Kid Like Me von Henry Farrell.

## Handlung
Der junge und etwas steife Soziologie-Dozent Stanislas Prévine will seine Doktorarbeit über kriminelle Frauen schreiben und hat für seine Untersuchungen Camille Bliss ausgewählt, die er im Gefängnis über ihren Lebenslauf befragt.
Die Kriminelle, die schon immer die Dinge zu ihrem eigenen Vorteil zu nutzen wusste, erzählt unbefangen ihre Lebensgeschichte, beginnend mit dem von ihr verschuldeten Tod ihres Stiefvaters, der dazu führte, dass man die Neunjährige in ein Erziehungsheim steckte. Nach ihrer Flucht aus der Anstalt gelingt es ihr, schnell zu heiraten, indem die noch Minderjährige eine Schwangerschaft vortäuscht.
Unmerklich beginnt sie mit ihren Schilderungen Einfluss auf den in Frauendingen unerfahrenen Wissenschaftler auszuüben, so dass dieser sich gemeinsam mit Hélène, die seine Texte schreibt und in ihn verliebt ist, dafür einsetzt, dass Camilles Fall, für den sie im Gefängnis sitzt, neu aufgerollt wird. Es gelingt ihm, einen Amateurfilm zu finden, mit dem bewiesen werden kann, dass Camille den Rattenbekämpfer Arthur nicht ermordet hat.
Unter großer medialer Aufmerksamkeit wird sie entlassen und startet sofort eine erfolgreiche Showkarriere. Als der verliebte Stanislas sie besucht, gerät er zufällig in eine Eifersuchtsszene mit Camilles Ehemann. Dabei erschießt sie ihren Mann und hängt Stanislas die Tat an, für die er daraufhin selbst inhaftiert wird. Als dann noch ihre Schwiegermutter stirbt, die in eine schon seit langem von Camille vorbereitete tödliche Falle gerät, erbt sie deren Vermögen. Stanislas erklärt seinem Rechtsanwalt, wie Camille die Schwiegermutter ermordet hat. Kurz darauf sieht Stanislas im Gefängnis fern. Dabei wird klar, dass sein Anwalt eine Affäre mit Camille hat und mit ihr zusammen die letzten Beweismittel für Camilles Schuld vernichtet.

## Hintergrund
1971 schrieb Truffaut an seinen Co-Autor Jean-Loup Dabadie, er denke daran, die Rolle der Camille mit Claude Jade zu besetzen, fand sie dann jedoch zu jung und nahm die zehn Jahre ältere Bernadette Lafont.
Gedreht wurde der Film im südfranzösischen Béziers. Regisseur François Truffaut ist im Original als Stimme eines Journalisten zu hören.

## Kritik
Der film-dienst befand: „Spielerisch setzt der Film die Regeln der bürgerlichen Moral außer Kraft und etabliert eine Welt, in der Frechheit und Eigennutz siegen. Ein Film, der die Möglichkeiten des schwarzen Humors auslotet und sich in seinem Stil greller und schlaglichtartiger Elemente bedient.“
Das Internetportal kino-zeit.de meint: „Mit leichtgängigem, bissigem Humor und mitunter clownesken Übertreibungen in Schauspiel und Dramaturgie unterhält François Truffaut sein Kummer, Ambivalenzen und Melancholie gewohntes Publikum hier mit einer ordinären Frauenpersönlichkeit, die es mit einem ganzen Rudel begehrlicher, naiver bis durchtriebener Männer aufnimmt und sie letztlich alle zur Strecke bringt.“

## Synchronisation
| Rolle                 | Darsteller        | Synchronsprecher (BRD) | Synchronsprecher (DDR) |
| --------------------- | ----------------- | ---------------------- | ---------------------- |
| Camille Bliss         | Bernadette Lafont | ?                      | Helga Piur             |
| Stanislas Prévine     | André Dussollier  | Michael Ande           | ?                      |
| Arthur                | Charles Denner    | Horst Sachtleben       | ?                      |
| Maître Murene         | Claude Brasseur   | Erik Schumann          | ?                      |
| Sam Golden            | Guy Marchand      | Klaus Löwitsch         | ?                      |
| Florence Golden       | Danièle Girard    | Helga Trümper          | ?                      |
| Clovis Bliss          | Philippe Léotard  | Thomas Braut           | ?                      |
| junger Amateurfilmer  | Jérôme Zucca      | Florian Halm           | ?                      |
| Maître Joseph Marchal | Michel Delahaye   | Thomas Reiner          | ?                      |
| Buchhändler           | Marcel Berbert    | Leo Bardischewski      | ?                      |
| Gefängniswärter       | Gaston Ouvrard    | Klaus W. Krause        | ?                      |